# Melrose Bickerstaff
Melissa  Rose Bickerstaff, detta Melrose (West Bloomfield Township, 6 febbraio 1983), è una modella e stilista statunitense nota alla televisione per essere la seconda arrivata ad America's Next Top Model.

## Biografia

### Infanzia e formazione
Melissa Rose è nata nel 1983. Vissuta a West Bloomfield Township, Michigan, nel 2001 si laurea alla West Bloomfield High School. Al liceo frequentava il corso di recitazione e la squadra di sci.
Ha inoltre partecipato al West Bloomfield High School's Fashion Program dov'era la regista dello spettacolo.
Successivamente si è laureata alla The Art Institute of California - San Francisco in fashion design, dove è stata nominata "Best of Show" e "la più creativa" nel 2003.
Prima di entrare a far parte del reality show di Tyra Banks lavora come stilista e come lottatrice di wrestling.

### America's Next Top Model
Entrata nel programma televisivo, sostiene durante i casting di aver rimosso "issa" dal suo nome perché "non ne aveva bisogno"
Durante lo show non era sempre ben voluta, come ha dichiarato a E!, dato che riusciva sempre a vincere quasi tutte le sfide e a fare le migliori fotografie.
Riesce ad arrivare in Spagna con le altre sei finaliste. 
Ottiene la finale, ma anche se tutti i giudici erano concordi sul fatto che lei avesse fatto il cammino migliore, arriva seconda dietro a CariDee English.

### Carriera successiva
Finito il programma televisivo annuncia che avrebbe aiutato l'ex attrice del cast di Lost Michelle Rodriguez nella sua nuova linea d'abbigliamento.
Il mese successivo E! Online e TMZ.com riferirono che lei  e l'attore Jeremy Piven avessero un relazione, cosa che poi fu smentita.
Nel febbraio 2007 sfila alla settimana della moda di New York per Malan Breton, sempre per lui ha indossato un abito al GLAAD Media Awards. Nell'aprile 2007, inoltre è comparsa al Tartan Week di New York con Ivanka Trump e Marcus Schenkenberg.
Precedentemente aveva firmato con Bleu Model Management e con L.A. Models, ha firmato per Storm Model Management alla fine del 2007, la stessa agenzia che gestisce modelle come Cindy Crawford, Kate Moss e Alek Wek.
Melrose ha poi lavorato per Scoop NYC, Jack Rabbit Belts, e Beau Soleil 2007 Collezione Autunno, così come ha sfilato alla settimana della moda di Londra autunno / inverno 2008 per Aminika Wilmont.
Attualmente Melrose è sotto contratto con la Leni's Model Menagment a Londra.